# L'Éventail de Lady Windermere (film, 1925)
Pour les articles homonymes, voir L'Éventail de Lady Windermere (homonymie) et Éventail (homonymie).
Pour plus de détails, voir Fiche technique et Distribution.
L'Éventail de Lady Windermere (Lady Windermere's Fan) est un film muet américain réalisé par Ernst Lubitsch, sorti en 1925, d'après la comédie (1892) d'Oscar Wilde.

## Synopsis
Lord et Lady Windermere vivent une vie mondaine bien réglée à Londres lorsqu'apparaît dans leur vie une certaine Mrs Erlynne. Femme encore d'une grande beauté mais de mauvaise réputation, elle se met en contact avec Lord Windermere, à qui elle révèle qu'elle n'est autre que la mère de Lady Windermere. Or cette dernière voue un véritable culte à sa mère qu'on lui a dit morte à sa naissance. Craignant que sa femme soit choquée par cette révélation, Lord Windermere demande à Mrs Erlynne de garder le silence. Il accepte toutefois de subvenir à ses besoins.
Les rumeurs vont bon train, et Lady Windermere soupçonne son mari d'avoir une liaison avec Mrs Erlynne. Lors d'une grande soirée chez les Windermere, elle croit les surprendre ensemble et s'enfuit au domicile de Lord Darlington, un ami de son mari qui lui a déclaré son amour. Mrs Erlynne la poursuit pour l'empêcher de commettre une folie. Alors que les deux femmes discutent, Lord Darlington arrive, accompagné de Lord Windermere et de tous les hommes de la soirée. Les deux femmes se réfugient dans une autre pièce de l'appartement, mais la plus jeune des deux oublie son éventail sur un canapé et sa découverte suggère à tous, et d'abord à Lord Windermere, la présence de Lady Windermere chez le célibataire. Mrs Erlynne va alors s'exposer à la désapprobation publique pour sauver la réputation de sa fille.

## Critique
Sur le site « Allociné », le film est classé[Quand ?] "meilleur film de tous les temps selon la presse", à égalité avec Les Moissons du ciel de Terrence Malick, Le Dictateur de Charles Chaplin, Les Chaussons rouges de Michael Powell et Emeric Pressburger, Il était un père de Yasujiro Ozu, E.T. l'extra-terrestre de Steven Spielberg, Le Mécano de la « General », de Clyde Bruckman et Buster Keaton, Les Poings dans les poches de Marco Bellocchio, El Topo d'Alejandro Jodorowsky, In girum imus nocte et consumimur igni de Guy Debord, Mon oncle de Jacques Tati, Voyage au bout de l'enfer de Michael Cimino, Kagemusha, l'ombre du guerrier de Akira Kurosawa, et Aguirre, la colère de Dieu de Werner Herzog, ces 14 films ayant obtenu la note critique maximale de 5 étoiles.

## Fiche technique
- Titre : L'Éventail de Lady Windermere
- Titre original : Lady Windermere's Fan
- Réalisation : Ernst Lubitsch
- Scénario : Julien Josephson d'après la pièce L'Éventail de Lady Windermere d'Oscar Wilde
- Photographie : Charles Van Enger
- Décors : Harold Grieve
- Costumes : Sophie Wachner
- Production : Ernst Lubitsch
- Société de distribution : Warner Bros. Pictures
- Pays d'origine : États-Unis
- Format : Noir et blanc - Film muet - 35 mm
- Durée : 86 minutes
- Date de sortie : 26 décembre 1925

## Distribution
- May McAvoy : Lady Windermere
- Irene Rich : Mrs Edith Erlynne
- Bert Lytell : Lord Windermere
- Ronald Colman : Lord Darlington
- Edward Martindel : Lord Augustus
- Carrie Daumery : la duchesse de Berwick

non crédités
- Billie Bennett : Lady Plymdale
- Helen Dunbar : Mrs. Cowper-Cowper
- Larry Steers : Invité
- Ellinor Vanderveer : Invité
- Percy Williams : Serveur à la soirée